# Calumma furcifer
Calumma furcifer este o specie de cameleoni din genul Calumma, familia Chamaeleonidae, descrisă de Paul Ayshford Methuen și Hewitt 1913. A fost clasificată de IUCN ca specie în pericol. Conform Catalogue of Life specia Calumma furcifer nu are subspecii cunoscute.